# Sekope Kepu

a Compétitions nationales et continentales officielles uniquement.

b Matchs officiels uniquement.
Dernière mise à jour le 6 février 2022.
Sekope Kepu, né le 5 février 1986 à Sydney en Nouvelles-Galles du Sud, est un joueur international australien de rugby à XV jouant au poste de pilier. Avec les Wallabies, il remporte le Rugby Championship 2015 puis s'incline en finale de la coupe du monde 2015. Après avoir fait toute sa carrière aux Waratahs en Australie, il rejoint en 2015 le club français de  l'Union Bordeaux Bègles en Top 14. Mais, après seulement une saison, il obtient un accord de son club pour mettre un terme à son contrat de trois ans.

## Carrière
Né à Sydney de parents d'origine tongienne il passe ses jeunes années dans la ville de Glen Innes, situé dans la partie nord de la Nouvelle-Galles du Sud en Australie, avant de suivre ses parents relocalisés en Nouvelle-Zélande. Débutant comme numéro 8 avant d'être repositionné pilier, il est le capitaine du Wesley College d'Auckland sud, école ayant formé Jonah Lomu, Sitiveni Sivivatu ou Stephen Donald. Durant cette période, il est également membre des toutes les sélections jeunes des équipes néo-zélandaises. Il évolue de 2005 à 2007 au sein de la province Counties Manukau en Air New Zealand Cup et fait partie du groupe élargi des Chiefs ces deux mêmes années sans toutefois participer à une rencontre de Super 14. 
Étant né en Australie, les Waratahs le recrutent au début de l'édition 2008 qui voit la franchise atteindre la finale. Il est alors le quatrième pilier de sa franchise derrière Benn Robinson, Al Baxter et Matt Dunning. Malgré son faible temps de jeu en Super 14, Kepu est sélectionné pour la première fois par Robbie Deans lors de la tournée 2008 des Wallabies à Hong Kong et en Europe. Il obtient sa première sélection en tant que remplaçant face à l'Italie, et entre en jeu également face à la France. Il fait également partie du groupe australien pour la tournée 2009 au Japon et en Europe et entre en jeu lors de la défaite historique de l'Australie en Écosse.
En novembre 2014, il dispute son cinquantième match sous le maillot australien à l'occasion de la rencontre face à la France. En janvier 2015, il annonce qu'il quitte la sélection australienne après la coupe du monde 2015 pour rejoindre le club français de l'Union Bordeaux Bègles. Pourtant, vers la fin de la saison, il annonce quitter le club pour problèmes familiaux. Alors qu'il restait deux années sur son contrat de trois ans, il se met d'accord avec son club pour mettre un terme à celui-ci. Après avoir joué 14 matchs de championnat et 5 de Champions Cup, Sekope Kepu rejoint les Waratahs, qu'il avait quittés moins d'un an auparavant. Il est sélectionné pour participer aux test-matchs de juin avec l'Australie. Il participe aux deux premiers tests de la tournée des Anglais, deux défaites des Wallabies.
Le 23 août 2019, il est annoncé au sein du groupe australien de 31 joueurs sélectionnés pour disputer la Coupe du monde au Japon. 

## Palmarès
En club
- Finaliste du Shute Shield en 2008 & 2009

En franchise
- Finaliste du Super 14 en 2008
- Vainqueur du Super 15 en 2014

## Statistiques
Au 3 septembre 2021, Sekope Kepu compte 110 sélections avec les Wallabies, depuis le 8 novembre 2008 à Padoue face à l'Italie . Il inscrit quatre essais.
Parmi ces sélections, il compte 39 sélections en Rugby Championship. Il participe à trois éditions de la Coupe du monde, en 2011, où il dispute six rencontres, en 2015, où il participe aux sept rencontres de l'Australie, et en 2019, où il dispute quatre rencontres. Son bilan en coupe du monde est de 17 rencontres jouées et un essai marqué.